# سینداکتیلی
چسبیدگی انگشتان یا سینداکتیلی (به انگلیسی: syndactyly) وضعیتی است که دو یا تعداد بیشتری از انگشتان به یکدیگر چسبیده‌اند. این بیماری یک اختلال مادرزادی است.
سینداکتیلی به معنای چسبیده بودن دو یا چند انگشت دست یا وجود پره پوستی بین انگشتان است. سینداکتیلی ممکن است کامل باشد یعنی از ریشه انگشت تا نوک انگشت به انگشت مجاور بچسبد یا ممکن است ناکامل باشد یعنی دو انگشت مجاور فقط در قسمتی از طولشان به هم چسبیده باشند.